# Copa EuroAmericana
La Copa EuroAmericana est une compétition estivale de football organisée entre 2013 et 2015 par le groupe audiovisuel américain DirecTV et se dispute sur le continent américain. 
Elle se dispute sur plusieurs semaines et oppose des équipes issues de trois confédérations CONCACAF, CONMEBOL et UEFA.

## Format
Chaque match dure 90 minutes. En cas de match nul au terme de ces 90 minutes, une prolongation de deux fois 15 minutes est disputée. Si les deux équipes restent à égalité, le vainqueur est décidé aux tirs au but.
Chaque vainqueur rapporte un point à son confédération et la confédération avec le plus de points sera sacrée championne.

## Palmarès
| Années | Participants Europe                                 | Points | Participants Amérique | Points |
| ------ | --------------------------------------------------- | ------ | --- | ------ |
| 2013   | Séville FC FC Porto Atlético de Madrid              | 6      | Universidad Católica Deportivo Anzoátegui Atlético Nacional Millonarios Barcelona Sporting Club Estudiantes La Plata Sporting Cristal Nacional           | 2      |
| 2014   | AS Monaco Valence CF Atlético Madrid ACF Fiorentina | 5      | Junior FC Atlético Nacional Estudiantes La Plata Alianza Lima San Jose Earthquakes Universidad Católica Club América Palmeiras Universitario de Deportes | 4      |
| 2015   | Málaga CF RCD Espanyol                              | 1      | Asociación Deportivo Cali Barcelona Sporting Club Club Atlético Peñarol Club Atlético San Lorenzo                                                        | 3      |